# 75e Primetime Emmy Awards
De 75e Primetime Emmy Awards, waarbij prijzen werden uitgereikt in verschillende categorieën voor de beste televisieprogramma's die tussen 1 juni 2022 en 31 mei 2023 op primetime op de Amerikaanse zenders werden uitgezonden, vond plaats op 15 januari 2024. De plechtigheid werd gepresenteerd door Anthony Anderson.
De genomineerden werden bekendgemaakt op 12 juli door actrice Yvette Nicole Brown en voorzitter van de Television Academy Frank Scherma.
Op 10 augustus 2023 maakten de Television Academy en Fox een nieuwe datum voor de uitreiking van de awards bekend. De ceremonie, die eerst gepland stond op 18 september, was uitgesteld in verband met stakingen bij de vakbonden voor scenaristen en acteurs, de WGA en SAG-AFTRA.

## Winnaars en genomineerden
De winnaars staan bovenaan in vet lettertype. Vermeld zijn de categorieën die werden uitgereikt tijdens de televisie-uitzending.

### Programma's
| Dramaserie (Outstanding Drama Series) | Komedieserie (Outstanding Comedy Series)                                                                                              |
| --- | --- |
| - Succession - Andor - Better Call Saul - The Crown - House of the Dragon - The Last of Us - The White Lotus - Yellowjackets                                            | - The Bear - Abbott Elementary - Barry - Jury Duty - The Marvelous Mrs. Maisel - Only Murders in the Building - Ted Lasso - Wednesday |
| Miniserie (Outstanding Limited or Anthology Series) | Competitieprogramma (Outstanding Reality Competition Program)                                                                         |
| - Beef - Dahmer – Monster: The Jeffrey Dahmer Story - Daisy Jones & the Six - Fleishman Is in Trouble - Obi-Wan Kenobi                                                  | - RuPaul's Drag Race - The Amazing Race - Survivor - Top Chef - The Voice                                                             |
| Talkshow (Outstanding Talk Series) | Gescripte variété show (Outstanding Scripted Variety Series)                                                                          |
| - The Daily Show with Trevor Noah - Jimmy Kimmel Live! - Late Night with Seth Meyers - The Late Show with Stephen Colbert - The Problem with Jon Stewart                | - Last Week Tonight with John Oliver - A Black Lady Sketch Show - Saturday Night Live                                                 |
| Variété special (live) (Outstanding Variety Special (Live)) | |
| - Elton John Live: Farewell from Dodger Stadium - 75th Annual Tony Awards - The Oscars - Chris Rock: Selective Outrage - Super Bowl LVII Halftime Show Starring Rihanna | |

### Acteurs

#### Hoofdrollen
| Mannelijke hoofdrol in een dramaserie (Outstanding Lead Actor in a Drama Series) | Vrouwelijke hoofdrol in een dramaserie (Outstanding Lead Actress in a Drama Series) |
| --- | --- |
| - Kieran Culkin als Roman Roy – Succession - Jeff Bridges als Dan Chase – The Old Man - Brian Cox als Logan Roy – Succession - Bob Odenkirk als Jimmy McGill / Saul Goodman / Gene Takovic – Better Call Saul - Pedro Pascal als Joel – The Last of Us - Jeremy Strong als Kendall Roy – Succession                                                | - Sarah Snook als Shiv Roy – Succession - Sharon Horgan als Eva Garvey – Bad Sisters - Melanie Lynskey als Shauna Sadecki – Yellowjackets - Elisabeth Moss als June Osborne – The Handmaid's Tale - Bella Ramsey als Ellie – The Last of Us - Keri Russell als Kate Wyler – The Diplomat           |
| Mannelijke hoofdrol in een komedieserie (Outstanding Lead Actor in a Comedy Series) | Vrouwelijke hoofdrol in een komedieserie (Outstanding Lead Actress in a Comedy Series) |
| - Jeremy Allen White als Carmen Berzatto – The Bear - Bill Hader als Barry – Barry - Jason Segel als Jimmy – Shrinking - Martin Short als Oliver Putnam – Only Murders in the Building - Jason Sudeikis als Ted Lasso – Ted Lasso | - Quinta Brunson als Janine Teagues – Abbott Elementary - Christina Applegate als Jen Harding – Dead to Me - Rachel Brosnahan als Miriam Maisel – The Marvelous Mrs. Maisel - Natasha Lyonne als Charlie – Poker Face - Jenna Ortega als Wednesday Addams / Goody Addams – Wednesday               |
| Mannelijke hoofdrol in een miniserie of televisiefilm (Outstanding Lead Actor in a Limited or Anthology Series or Movie) | Vrouwelijke hoofdrol in een miniserie of televisiefilm (Outstanding Lead Actress in a Limited or Anthology Series or Movie) |
| - Steven Yeun als Danny Cho – Beef - Taron Egerton als James Keene – Black Bird - Kumail Nanjiani als Somen Banerjee – Welcome to Chippendales - Evan Peters als Jeffrey Dahmer – Dahmer – Monster: The Jeffrey Dahmer Story - Daniel Radcliffe als Al Yankovic – Weird: The Al Yankovic Story - Michael Shannon als George Jones – George & Tammy | - Ali Wong als Amy Lau – Beef - Lizzy Caplan als Libby Epstein – Fleishman Is in Trouble - Jessica Chastain als Tammy Wynette – George & Tammy - Dominique Fishback als Dre – Swarm - Kathryn Hahn als Clare Pierce – Tiny Beautiful Things - Riley Keough als Daisy Jones – Daisy Jones & the Six |

#### Bijrollen
| Mannelijke bijrol in een dramaserie (Outstanding Supporting Actor in a Drama Series) | Vrouwelijke bijrol in een dramaserie (Outstanding Supporting Actress in a Drama Series) |
| --- | --- |
| - Matthew Macfadyen als Tom Wambsgans – Succession - F. Murray Abraham als Bert Di Grasso – The White Lotus - Nicholas Braun als Greg Hirsch – Succession - Michael Imperioli als Dominic Di Grasso – The White Lotus - Theo James als Cameron Sullivan – The White Lotus - Alan Ruck als Connor Roy – Succession - Will Sharpe als Ethan Spiller – The White Lotus - Alexander Skarsgård als Matsson – Succession | - Jennifer Coolidge als Tanya McQuoid-Hunt – The White Lotus - Elizabeth Debicki als Princess Diana – The Crown - Meghann Fahy als Daphne Sullivan – The White Lotus - Sabrina Impacciatore als Valentina – The White Lotus - Aubrey Plaza als Harper Spiller – The White Lotus - Rhea Seehorn als Kim Wexler – Better Call Saul - J. Smith-Cameron als Gerri – Succession - Simona Tabasco als Lucia – The White Lotus    |
| Mannelijke bijrol in een komedieserie (Outstanding Supporting Actor in a Comedy Series) | Vrouwelijke bijrol in een komedieserie (Outstanding Supporting Actress in a Comedy Series) |
| - Ebon Moss-Bachrach als Richard Jerimovich – The Bear - Anthony Carrigan als NoHo Hank – Barry - Phil Dunster als Jamie Tartt – Ted Lasso - Brett Goldstein als Roy Kent – Ted Lasso - James Marsden als James Marsden – Jury Duty - Tyler James Williams als Gregory Eddie – Abbott Elementary - Henry Winkler als Gene Cousineau – Barry                                                                        | - Ayo Edebiri als Sydney Adamu – The Bear - Alex Borstein als Susie Myerson – The Marvelous Mrs. Maisel - Janelle James als Ava Coleman – Abbott Elementary - Sheryl Lee Ralph als Barbara Howard – Abbott Elementary - Juno Temple als Keeley Jones – Ted Lasso - Hannah Waddingham als Rebecca Welton – Ted Lasso - Jessica Williams als Gaby – Shrinking                                                                |
| Mannelijke bijrol in een miniserie of televisiefilm (Outstanding Supporting Actor in a Limited or Anthology Series or Movie) | Vrouwelijke bijrol in een miniserie of televisiefilm (Outstanding Supporting Actress in a Limited or Anthology Series or Movie) |
| - Paul Walter Hauser als Larry Hall – Black Bird - Murray Bartlett als Nick De Noia – Welcome to Chippendales - Richard Jenkins als Lionel Dahmer – Dahmer – Monster: The Jeffrey Dahmer Story - Joseph Lee als George Nakai – Beef - Ray Liotta als Jim Keene – Black Bird - Young Mazino als Paul Cho – Beef - Jesse Plemons als Allan Gore – Love & Death                                                       | - Niecy Nash-Betts als Glenda Cleveland – Dahmer – Monster: The Jeffrey Dahmer Story - Annaleigh Ashford als Irene Banerjee – Welcome to Chippendales - Maria Bello als Jordana Forster – Beef - Claire Danes als Rachel Fleishman – Fleishman Is in Trouble - Juliette Lewis als Denise – Welcome to Chippendales - Camila Morrone als Camila – Daisy Jones & the Six - Merritt Wever als Frankie – Tiny Beautiful Things |

### Regie
| Regie van een dramaserie (Outstanding Directing for a Drama Series) | Regie van een komedieserie (Outstanding Directing for a Comedy Series) |
| --- | --- |
| - Succession (Aflevering: "Connor's Wedding") – Mark Mylod - Andor (Aflevering: "Rix Road") – Benjamin Caron - Bad Sisters (Aflevering: "The Prick") – Dearbhla Walsh - The Last of Us (Aflevering: "Long, Long Time") – Peter Hoar - Succession (Aflevering: "America Decides") – Andrij Parekh - Succession (Aflevering: "Living+") – Lorene Scafaria - The White Lotus (Aflevering: "Arrivederci") – Mike White | - The Bear (Aflevering: "Review") – Christopher Storer - Barry (Aflevering: "wow") – Bill Hader - The Marvelous Mrs. Maisel (Aflevering: "Four Minutes") – Amy Sherman-Palladino - The Ms. Pat Show (Aflevering: "Don't Touch My Hair") – Mary Lou Belli - Ted Lasso (Aflevering: "So Long, Farewell") – Declan Lowney - Wednesday (Aflevering: "Wednesday's Child Is Full of Woe") – Tim Burton |
| Regie van een miniserie of televisiefilm (Outstanding Directing for a Limited or Anthology Series or Movie) | |
| - Beef (Aflevering: "Figures of Light") – Lee Sung-jin - Beef (Aflevering: "The Great Fabricator") – Jake Schreier - Dahmer – Monster: The Jeffrey Dahmer Story (Aflevering: "Bad Meat") – Carl Franklin - Dahmer – Monster: The Jeffrey Dahmer Story (Aflevering: "Silenced") – Paris Barclay - Fleishman Is in Trouble (Aflevering: "Me-Time") – Valerie Faris en Jonathan Dayton - Prey – Dan Trachtenberg      | |

### Scenario
| Scenario voor een dramaserie (Outstanding Writing for a Drama Series) | Scenario voor een komedieserie (Outstanding Writing for a Comedy Series) |
| --- | --- |
| - Succession (Aflevering: "Connor's Wedding") – Jesse Armstrong - Andor (Aflevering: "One Way Out") – Beau Willimon - Bad Sisters (Aflevering: "The Prick") – Sharon Horgan, Dave Finkel en Brett Baer - Better Call Saul (Aflevering: "Point and Shoot") – Gordon Smith - Better Call Saul (Aflevering: "Saul Gone") – Peter Gould - The Last of Us (Aflevering: "Long, Long Time") – Craig Mazin - The White Lotus (Aflevering: "Arrivederci") – Mike White | - The Bear (Aflevering: "System") – Christopher Storer - Barry (Aflevering: "wow") – Bill Hader - Jury Duty (Aflevering: "Ineffective Assistance") – Mekki Leeper - Only Murders in the Building (Aflevering: "I Know Who Did It") – John Hoffman, Matteo Borghese en Rob Turbovsky - The Other Two (Aflevering: "Cary & Brooke Go to an AIDS Play") – Chris Kelly en Sarah Schneider - Ted Lasso (Aflevering: "So Long, Farewell") – Brendan Hunt, Joe Kelly en Jason Sudeikis |
| Scenario voor een miniserie of televisiefilm (Outstanding Writing for a Limited or Anthology Series or Movie) | Scenario voor een variété show (Outstanding Writing for a Variety Series) |
| - Beef (Aflevering: "The Birds Don't Sing, They Screech in Pain") – Lee Sung-jin - Fire Island – Joel Kim Booster - Fleishman Is in Trouble (Aflevering: "Me-Time") – Taffy Brodesser-Akner - Prey – Patrick Aison en Dan Trachtenberg - Swarm (Aflevering: "Stung") – Janine Nabers en Donald Glover - Weird: The Al Yankovic Story – Al Yankovic en Eric Appel                                                                                              | - Last Week Tonight with John Oliver - The Daily Show with Trevor Noah - Late Night with Seth Meyers - The Late Show with Stephen Colbert - Saturday Night Live |